# Hanina ben Hakinai
Hanina ben Hakinai o Hanania ben Hakinai (ebraico: חנינא בן חכינאי) (Israele, II secolo – ...) era un saggio ebreo, rabbino Tanna della 3ª generazione (110 – 135 e.v.), contemporaneo di Ben Azzai e di Simon il Temanita. A volte viene citato senza prenome.

## Biografia
Non si sa con certezza chi furono i suoi primi maestri. Da alcune versioni della Tosefta sembra che Tarfon fosse uno di loro, ma che il suo insegnante regolare fosse Rabbi Akiva. Si racconta che Ben Hakinai si congedasse un giorno da sua moglie e frequentasse Akiba per 12 o 13 anni senza mai comunicare con la sua famiglia. Fu uno dei pochi che, sebbene non ordinato rabbino regolarmente, ebbero il permesso di  "dibattere i casi di fronte ai saggi" (ebraico: דנין לפני חכמים). Diversi halakhot sono stati conservati a suo nome, grazie alla loro registrazione da parte di Eleazar ben Jacob II, e ha lasciato anche alcuni midrashim halakhici.

## Aggadah
Hananiah approfondì anche i "misteri della Creazione", in merito ai quali si consultò con Rabbi Akiva; compare anche come autore di numerose osservazioni omiletiche. Secondo lui, la relazione di Dio con Israele in afflizione viene espressa dalle parole di Salomone: "Un fratello è nato per l'avversità" 17:17, per "fratello" si intende "Israele", perché si dice altrove (Salmi 122:8): "Per i miei fratelli e i miei amici io dirò: «Su di te sia pace!»"
Con riferimento a Levitico 5:21 Hananiah osserva, "Nessun uomo mente [agisce disonestamente] contro il suo prossimo a meno che prima non diventi infedele a Dio." In data relativamente tardiva, si registra la dichiarazione che Hananiah ben Ḥakinai fosse uno dei "dieci martiri".